# موش‌صاریغ خاکستری
موش‌صاریغ خاکستری (نام علمی: Tlacuatzin canescens) نام یک گونه صاریغ از تیره دوزهدانیان است. این صاریغ تنها عضو سردهٔ Tlacuatzin است.